# 吉野川市
吉野川市（よしのがわし）は、徳島県北東部にある市。

## 概要
徳島県北部に位置する。2004年の合併によって麻植郡内の鴨島町、川島町、山川町 、美郷村が統合してできた市である。
北に吉野川を挟んで隣接する阿波市とは、阿波吉野川警察署や徳島中央広域連合など行政面でのつながりが強いほか、吉野川市には高速道路が通っていないのと対照的に、阿波市には鉄道が通っていないことから相互の設備に依存するなど、交通面でも繋がりが強い。阿波市との間には、橋が5本と沈下橋が2本かかっており、相互の移動が非常に活発である。
また、同市は徳島県西部の主要都市としての機能を果たす一方で、吉野川簡易裁判所や阿波吉野川警察署などの一部の行政機関や司法機関は川島町に存在しており、一定の分散が見られる。吉野川市役所から徳島本町までは19.7㎞で市全体が徳島都市圏に属しており、市中心部は、合併前の鴨島町の地域にあたる。市内で最も利用者が多い鉄道駅の鴨島駅や、市役所がそこに所在している。
2020年には、複合型施設の吉野川市民プラザが鴨島駅前に新設されて、自習室を兼ね備えた図書館、フットサルやバレーボールなどの複数の競技ができるアリーナ、トレーニング施設、地域スポーツクラブ、会議室や多目的室、ベンチャー企業や学生の意見交換の場となっているコワーキングシェアオフィスを兼ね備えた、地域のコミュニティの中心としての機能を担い始めた。

## 地理

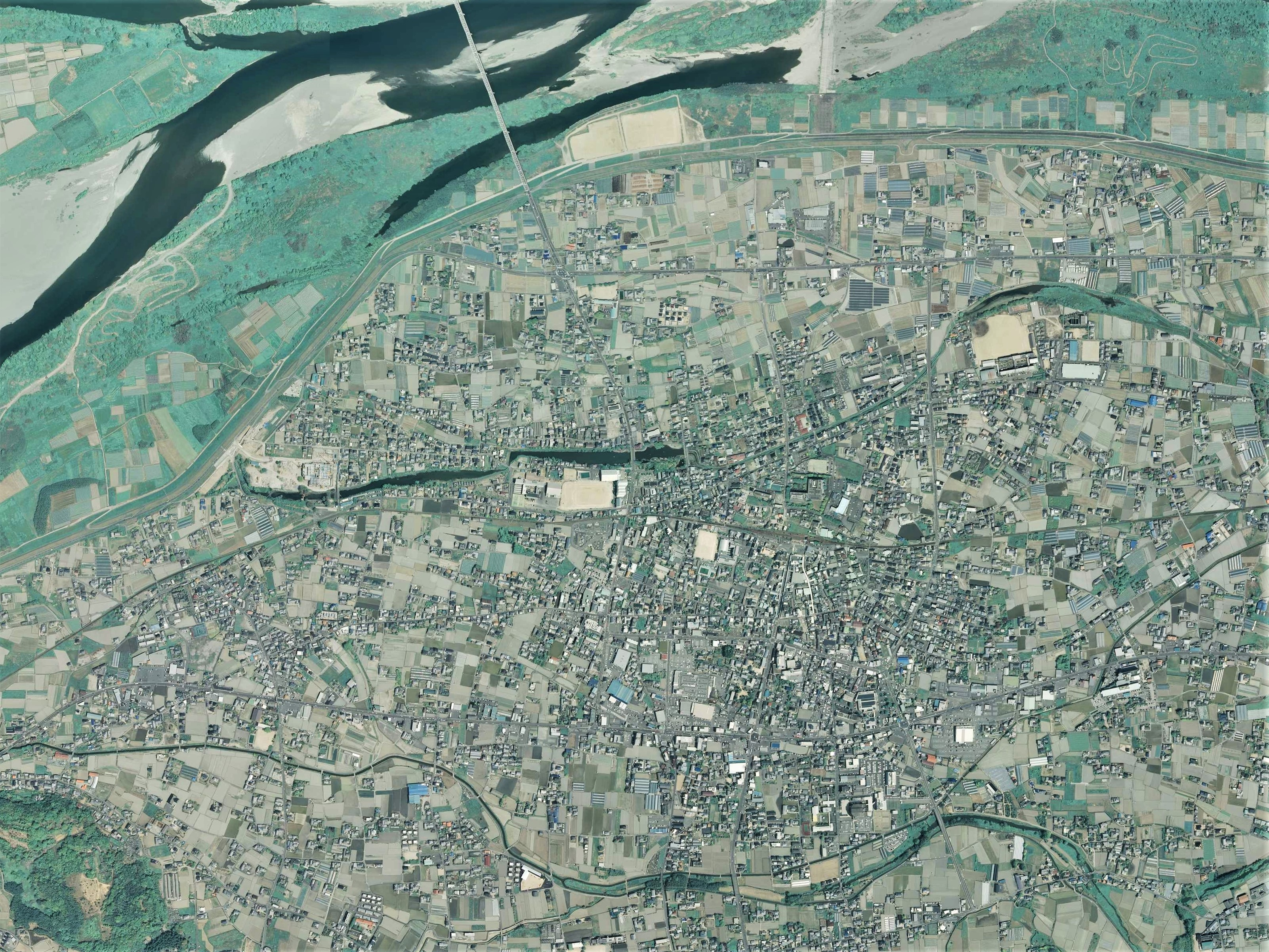
市役所の所在する鴨島地区周辺の空中写真。
2014年4月24日撮影の4枚を合成作成。。

徳島県下をおよそ東西に走る吉野川のほぼ南岸に位置し、徳島市方面より四国を横断する際の幹線道路（国道192号）が走っている。

### 山岳
- 高越山、奥野々山、向麻山、種穂山、湯吸山、樋山地石鎚山

### 河川
- 吉野川、飯尾川、桑村川、学島川、川田川、東山谷川、ほたる川、江川、藤井川

### 隣接している自治体
- 美馬市、阿波市、板野郡上板町、名西郡神山町、名西郡石井町

## 歴史

### 沿革

#### 市制前
- 1889年（明治22年）の町村制施行時、現在の市域には麻植郡牛島村・鴨島村・森山村・西尾村・桑川村・学島村・山瀬村・川田村・東山村・三山村・中枝村があった。
- 1907年（明治40年）10月1日、桑川村が町制施行、川島町となる。
- 1908年（明治41年）7月20日、鴨島村が町制施行、鴨島町となる。
- 1926年（大正15年）5月5日、山瀬村が町制施行、山瀬町となる。
- 1928年（昭和3年）11月10日、川田村が町制施行、川田町となる。
- 1954年（昭和29年）3月31日、鴨島町・森山村・西尾村・牛島村が合併、鴨島町となる。
- 1955年（昭和30年）1月1日
  - 東山村・三山村・中枝村の各一部地区が合併、美郷村となる。
  - 東山村の美郷村不参加地区を鴨島町が編入。
  - 山瀬町・川田町と、三山村の美郷村不参加地区が合併、山川町となる。これにより、吉野川市が発足するまで美郷村内に山川町の地区が飛び地として存在することになる。
  - 中枝村の美郷村不参加地区は木屋平村（現・美馬市）が編入する。
- 1955年（昭和30年）2月11日、川島町・学島村が合併、川島町となる。
- 2004年（平成16年）10月1日、鴨島町・川島町・山川町・美郷村が合併、吉野川市となる。同時に市章を制定する。[1]徳島県で5番目の市制施行。旧鴨島町役場に市役所を置いた。これに伴い、麻植郡は消滅。

#### 市制後
- 2013年（平成25年）4月1日 - 子育て支援センターちびっこドーム（市役所川島庁舎）を旧阿麻名郡連事務所へ一時移転[2]。
- 2014年（平成26年）4月1日 - 市役所川島庁舎1、2階に川島こども園を開設[2]。子育て支援センターちびっこドームを市役所川島庁舎3階へ移転[2]。

### 成立に至る経緯
- 2000年（平成12年）4月、麻植郡合併検討協議会を設置
- 2001年（平成13年）11月、麻植郡4町村の合併を問う住民アンケートを実施し、約7割からの賛成を得る。
- 2002年（平成14年）4月、麻植郡合併協議会を設置。

### 市名の由来
はがき、封書、FAX、メールにより、2002年（平成14年）7月1日（月）から8月5日（月）にかけて実施された新市名称募集に対し、2396通（うち有効2284通）の応募があった。その結果896種類の名称が集まり、一位の麻植市と二位の吉野川市に絞り込んだ上で第七回合併協議会で協議し、吉野川市の名称が決まった。

## 行政

### 市役所
- 1つの本庁と3つの支所が設置されている。
  - 吉野川市役所（鴨島町鴨島）

### 市長
| 代位  | 人 | 市長氏名   | 任期                       | 任期                                  | 肩書き           | 所属政党 | 備考                |
| 代位  | 人 | 市長氏名   | 就任年月日                 | 退任年月日                            | 肩書き           | 所属政党 | 備考                |
| ----- | -- | ---------- | -------------------------- | ------------------------------------- | ---------------- | -------- | ------------------- |
| -     | -  | 野口順     | 2004年（平成16年）10月1日  | 2004年（平成16年）11月14日            | 元旧鴨島町長     | 無所属   | 市長職務執行者      |
| 初代  | 1  | 川真田哲哉 | 2004年（平成16年）11月14日 | 2008年（平成20年）11月13日            | 元徳島県議会議員 | 無所属   | 無投票（1期）       |
| 第2代 | 1  | 川真田哲哉 | 2008年（平成20年）11月14日 | 2012年（平成24年）11月13日            | 元徳島県議会議員 | 無所属   | 投票率63.08%（2期） |
| 第3代 | 1  | 川真田哲哉 | 2012年（平成24年）11月14日 | 2016年（平成28年）11月13日            | 元徳島県議会議員 | 無所属   | 無投票（3期）       |
| 第4代 | 1  | 川真田哲哉 | 2016年（平成28年）11月14日 | 2019年（令和元年）9月10日 ※在職中死去 | 元徳島県議会議員 | 無所属   | 無投票（4期）       |
| -     | -  | 河野博喜   | 2019年（令和元年）9月10日  | 2019年（令和元年）10月27日            | 吉野川市副市長   | 無所属   | 市長職務執行者      |
| 第5代 | 2  | 原井敬     | 2019年（令和元年）10月27日 | 2023年（令和5年）10月26日             | 元徳島県議会議員 | 無所属   | 投票率62.44%（1期） |
| 第6代 | 2  | 原井敬     | 2023年（令和5年）10月27日  | 2027年（令和9年）10月26日（予定）     | 元徳島県議会議員 | 無所属   | 無投票（2期）       |

第一助役
- 初代：川人敏男（2004年12月 - 2007年3月31日）

第二助役
- 初代：中井幹晴（2005年4月1日 - 2007年3月31日）

収入役
- 初代：中井幹晴（2005年4月1日 - 2007年3月31日）

第一副市長
- 初代：川人敏男（2007年4月 - 2007年12月）

第二副市長
- 初代：高橋哲郎（2007年4月1日 - 2009年3月31日）
- 第2代：河野博喜（2009年4月1日 - ）

## 議会

### 市議会
- 定数：18人
- 任期：2025年5月29日 - 2029年5月28日
- 議長：岸田益雄
- 副議長：菊川充憲

### 衆議院
- 選挙区：徳島2区（鳴門市、吉野川市、阿波市、美馬市、三好市、板野郡、美馬郡、三好郡）
- 任期：2021年10月31日 - 2025年10月30日
- 投票日：2021年10月31日
- 当日有権者数：260,655人
- 投票率：50.99％

| 当落 | 候補者名   | 年齢 | 所属党派   | 新旧別 | 得票数   | 重複 |
| ---- | ---------- | ---- | ---------- | ------ | -------- | ---- |
| 当   | 山口俊一   | 71   | 自由民主党 | 前     | 76,879票 | ○    |
|      | 中野真由美 | 50   | 立憲民主党 | 新     | 43,473票 | ○    |
|      | 久保孝之   | 58   | 日本共産党 | 新     | 8,851票  |      |

## 人口
徳島県内では徳島市、阿南市、鳴門市に次いで4番目に人口の多い自治体である。吉野川市の人口のほとんどが、吉野川沿いの徳島平野に偏重しており、2017年の時点で41,466人の市全体の人口のうち、23,161人が東部の鴨島町に住んでいる。子育て世代に対して、住みやすい環境を提供できる街であるとアピールを行っているのでベッドタウンとしての性格が強まってきている。しかし、市内には進学校が存在していないなどの理由から、より徳島市に近い石井町や藍住町などに子育て世代が流出してしまっており、人口は自然減と社会減の両方を記録している。藍住町との人口差は年々縮まっている。
| |                                          |  |
| 吉野川市と全国の年齢別人口分布（2005年） | 吉野川市の年齢・男女別人口分布（2005年） |  |
| ■紫色 ― 吉野川市 ■緑色 ― 日本全国 | ■青色 ― 男性 ■赤色 ― 女性                |  |
| 吉野川市（に相当する地域）の人口の推移 \| 1970年（昭和45年） \| 46,256人 \| \| \| 1975年（昭和50年） \| 46,982人 \| \| \| 1980年（昭和55年） \| 48,677人 \| \| \| 1985年（昭和60年） \| 49,302人 \| \| \| 1990年（平成2年） \| 48,938人 \| \| \| 1995年（平成7年） \| 48,383人 \| \| \| 2000年（平成12年） \| 46,794人 \| \| \| 2005年（平成17年） \| 45,782人 \| \| \| 2010年（平成22年） \| 44,020人 \| \| \| 2015年（平成27年） \| 41,466人 \| \| \| 2020年（令和2年） \| 38,772人 \| \| |                                          |  |
| 総務省統計局 国勢調査より |                                          |  |
| 1970年（昭和45年） | 46,256人                                 |  |
| 1975年（昭和50年） | 46,982人                                 |  |
| 1980年（昭和55年） | 48,677人                                 |  |
| 1985年（昭和60年） | 49,302人                                 |  |
| 1990年（平成2年） | 48,938人                                 |  |
| 1995年（平成7年） | 48,383人                                 |  |
| 2000年（平成12年） | 46,794人                                 |  |
| 2005年（平成17年） | 45,782人                                 |  |
| 2010年（平成22年） | 44,020人                                 |  |
| 2015年（平成27年） | 41,466人                                 |  |
| 2020年（令和2年） | 38,772人                                 |  |

## 地域

### 町名一覧
- 鴨島町粟島（かもじまちょうあわじま）
- 鴨島町飯尾（かもじまちょういのお）
- 鴨島町牛島（かもじまちょううししま）
- 鴨島町内原（かもじまちょううちばら）
- 鴨島町麻植塚（かもじまちょうおえづか）
- 鴨島町上浦（かもじまちょうかみうら）
- 鴨島町鴨島（かもじまちょうかもじま）
- 鴨島町喜来（かもじまちょうきらい）
- 鴨島町山路（かもじまちょうさんじ）
- 鴨島町敷地（かもじまちょうしきじ）
- 鴨島町上下島（かもじまちょうじょうげじま）
- 鴨島町知恵島（かもじまちょうちえじま）
- 鴨島町中島（かもじまちょうなかじま）
- 鴨島町西麻植（かもじまちょうにしおえ）
- 鴨島町樋山地（かもじまちょうひやまじ）
- 鴨島町森藤（かもじまちょうもりとう）

- 川島町学（かわしまちょうがく）
- 川島町川島（かわしまちょうかわしま）
- 川島町桑村（かわしまちょうくわむら）
- 川島町児島（かわしまちょうこじま）
- 川島町三ツ島（かわしまちょうみつじま）
- 川島町宮島（かわしまちょうみやのしま）
- 川島町山田（かわしまちょうやまだ）
- 美郷（みさと）
- 山川町（やまかわちょう）

### 教育など

#### 高等学校
- 徳島県立吉野川高等学校（2012年、徳島県立鴨島商業高等学校と徳島県立阿波農業高等学校を統合し設立）
- 徳島県立川島高等学校

#### 中学校
- 徳島県立川島中学校 - 徳島県立川島高等学校との併設型中高一貫校である。
- 吉野川市立鴨島東中学校
- 吉野川市立鴨島第一中学校
- 吉野川市立川島中学校
- 吉野川市立山川中学校
- 吉野川市立美郷中学校（休校中）

#### 小学校
- 吉野川市立上浦小学校
- 吉野川市立牛島小学校
- 吉野川市立森山小学校
- 吉野川市立鴨島小学校
- 吉野川市立飯尾敷地小学校
- 吉野川市立西麻植小学校
- 吉野川市立知恵島小学校
- 吉野川市立川島小学校
- 吉野川市立学島小学校
- 吉野川市立山瀬小学校
- 吉野川市立高越小学校
- 吉野川市立川田小学校（2018年3月閉校）
- 吉野川市立川田中小学校（2018年3月閉校）
- 吉野川市立川田西小学校（2018年3月閉校）
- 吉野川市立種野小学校（2018年3月閉校）

#### 特別支援学校
- 徳島県立鴨島支援学校

#### 幼稚園
- 吉野川市立上浦幼稚園
- 吉野川市立牛島幼稚園
- 吉野川市立森山幼稚園
- 吉野川市立鴨島幼稚園
- 吉野川市立飯尾敷地幼稚園
- 吉野川市立西麻植幼稚園
- 吉野川市立知恵島幼稚園
- 吉野川市立川島幼稚園
- 吉野川市立学島幼稚園
- 吉野川市立山瀬幼稚園
- 吉野川市立高越こども園
- 吉野川市立川田幼稚園（2018年3月閉園）
- 吉野川市立川田中幼稚園（2018年3月閉園）
- 吉野川市立川田西幼稚園（2018年3月閉園）
- 吉野川市立種野幼稚園（2018年3月閉園）
- 吉野川市立中枝幼稚園
- めぐみ幼稚園

#### 保育園
特記以外は市立。
- 鴨島中央保育所
- 鴨島西保育所
- 鴨島東保育所
- 鴨島呉郷保育所
- 川島東保育所
- 川島西保育所
- 川島乳児保育所
- 川島東保育所
- 山川東保育所
- 山川南保育所
- 山川中保育所
- 山川北保育所
- エンゼル保育センター（私立）
- 鴨島ひかり乳幼児保育園（私立）
- かもめ保育園（私立）
- すずらん保育園（私立）
- ちびっこランド吉野川園（私立）

### 郵便

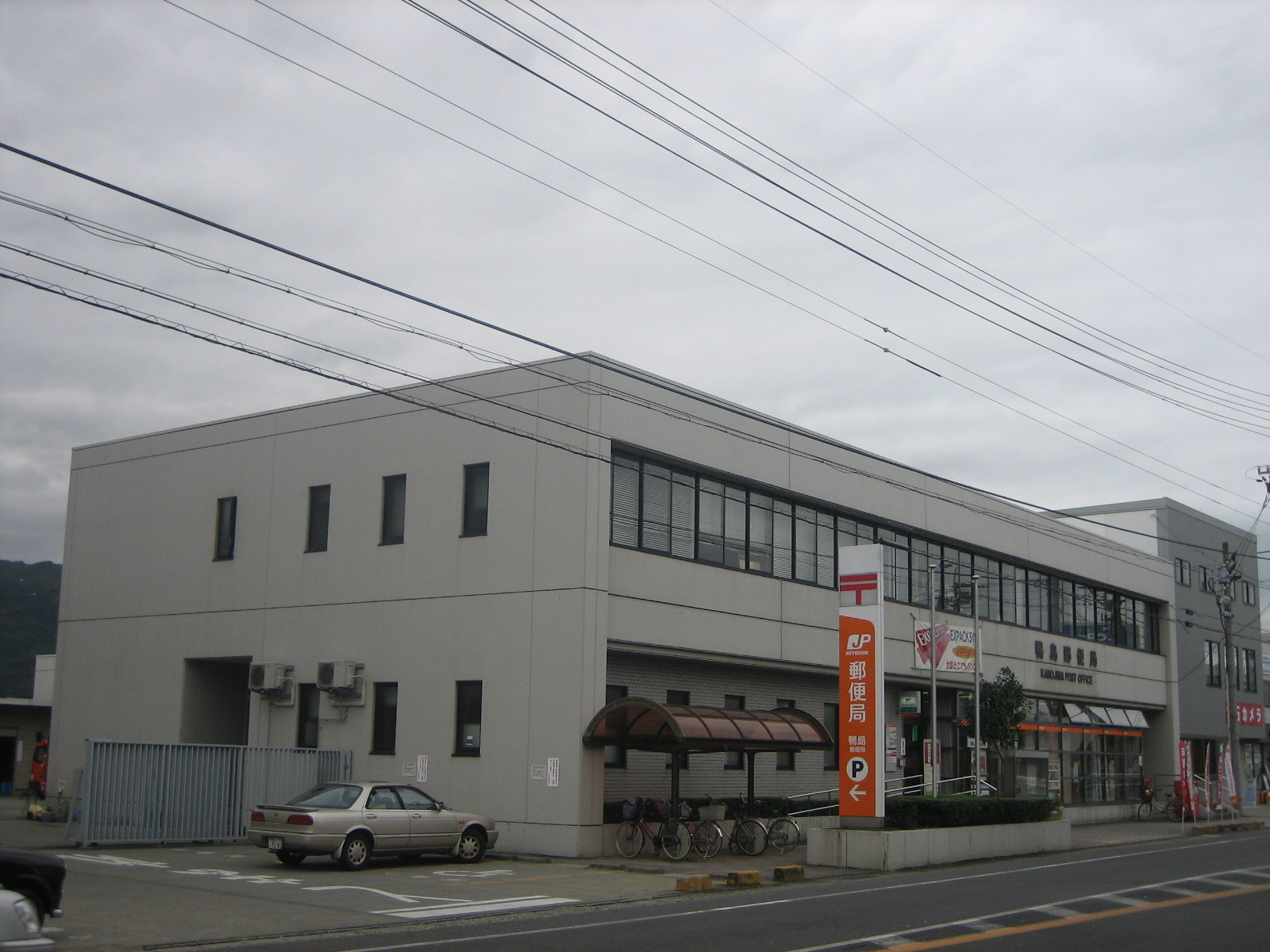
鴨島郵便局

集配を担当する郵便局は、以下の3局である（局名の後に記述している数字は郵便番号）。このほか、集配を担当しない郵便局が10箇所、簡易郵便局が1箇所置かれている。
- 鴨島郵便局 : 776-00xx
- 川島郵便局 : 779-33xx
- 山川郵便局 : 779-34xx・779-35xx[注釈 3]

### 医療
- 吉野川医療センター

## 交通

### 鉄道

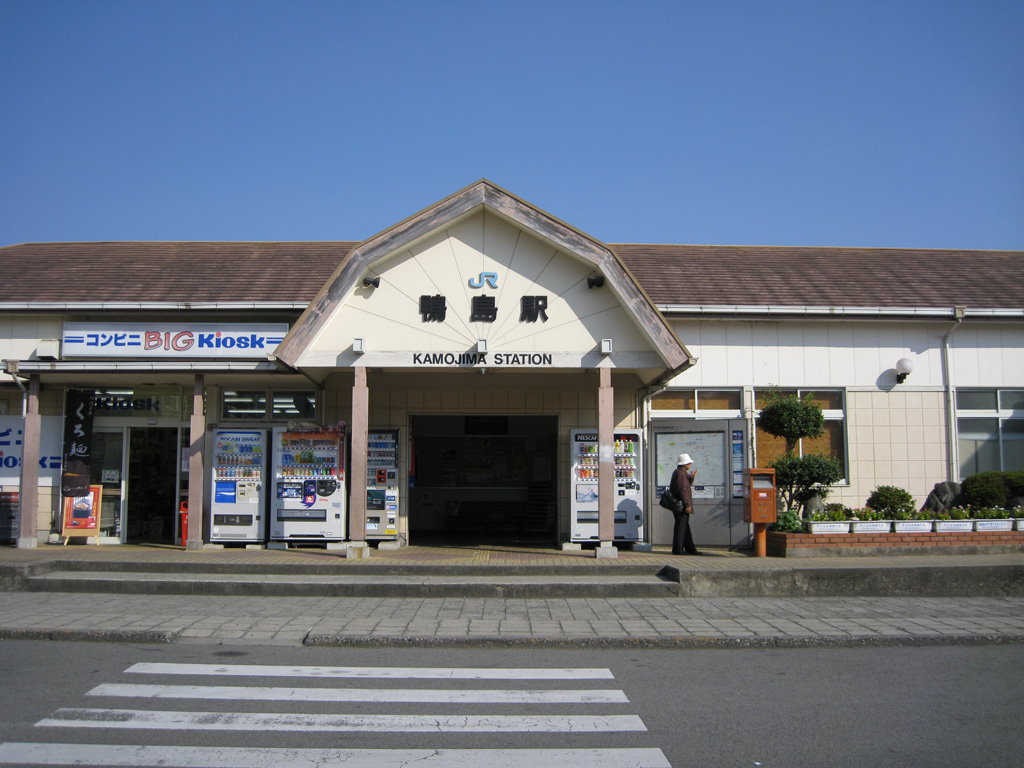
鴨島駅

市役所最寄駅は鴨島駅である。下記のうち、鴨島・阿波川島・阿波山川の各駅には特急も停車する（阿波川島は一部が通過）。
四国旅客鉄道（JR四国）
- 徳島線
  - 牛島駅 - 麻植塚駅 - 鴨島駅 - 西麻植駅 - 阿波川島駅 - 学駅 - 山瀬駅 - 阿波山川駅 - 川田駅

### 路線バス
- 徳島バス
- 吉野川市営バス

### 道路

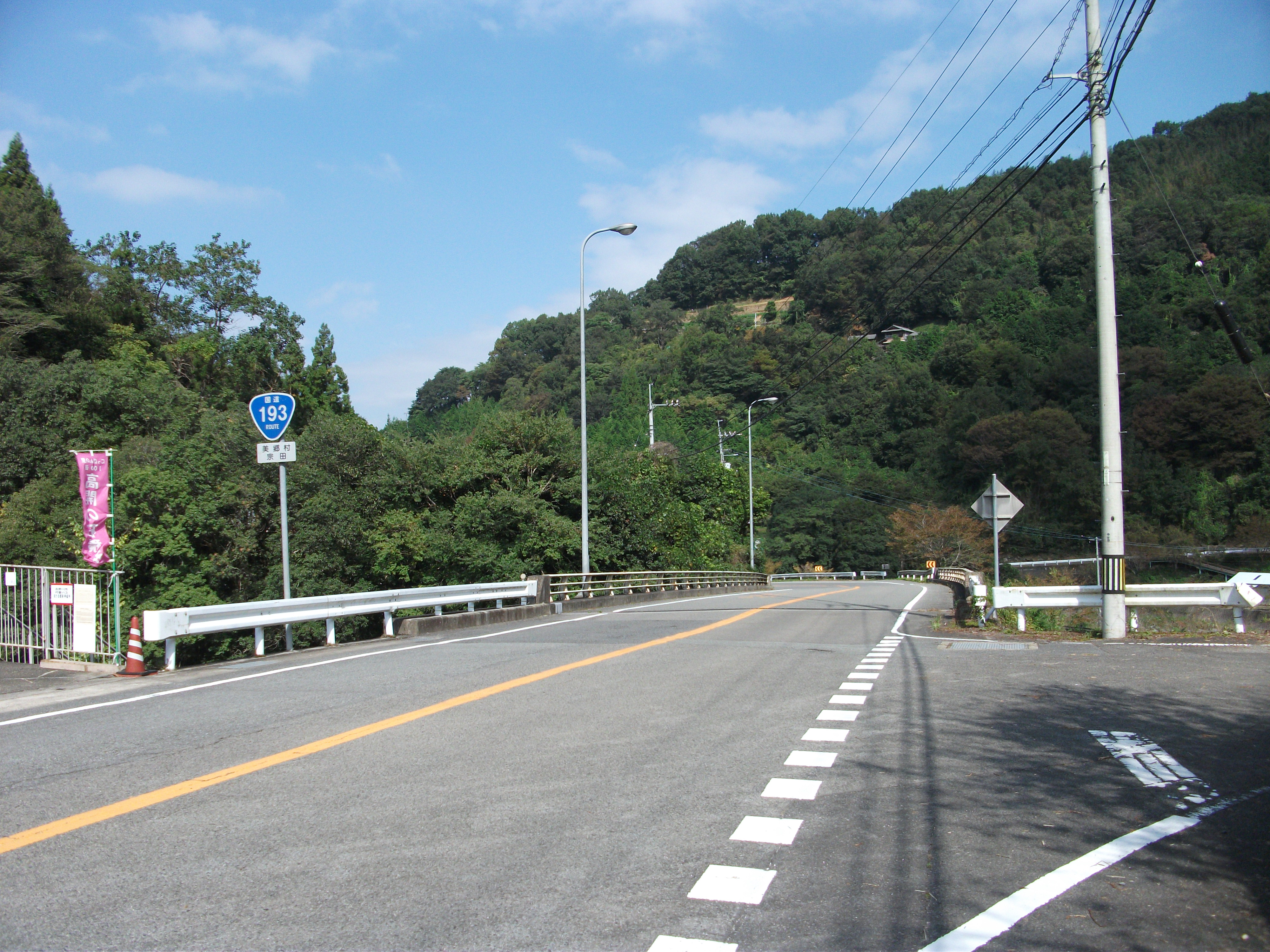
美郷地区の国道193号

市内を通過している高速道路および有料道路はない。
- 一般国道
  - 国道192号：市内を吉野川沿いに東西に貫いており、JR徳島線と並走している。東は徳島市方面、西は美馬市方面へ連絡する。
  - 国道193号：山川から南方面へ分岐し、市内美郷地区を抜けて神山町方面へ連絡している。
  - 国道318号：鴨島から北方面へ分岐し、阿波市土成方面へ連絡する。
- 県道
  - 徳島県道2号津田川島線：吉野川市川島町と香川県さぬき市津田町とを南北に結ぶ。徳島・香川両県においてそれぞれ県道2号に指定されている。香川・徳島間の県境越え県道では比較的整備が進んでいる。
  - 徳島県道3号志度山川線：吉野川市山川町と香川県さぬき市志度とを南北に結ぶ。徳島・香川両県においてそれぞれ県道3号に指定されている。県境区間は未舗装である。
  - 徳島県道30号徳島鴨島線：国道192号の北側を並行するバイパス道路。県庁所在地の徳島市に通じる幹線道路である。
  - 徳島県道31号鴨島神山線：JR鴨島駅から市庁舎前を通り、梨の峠を経て南隣の神山町へと通じる。市役所より南は幅員が狭く、離合は難しい。乗用車で藤井寺から焼山寺へと向かう場合の近道である。

## 文化・観光

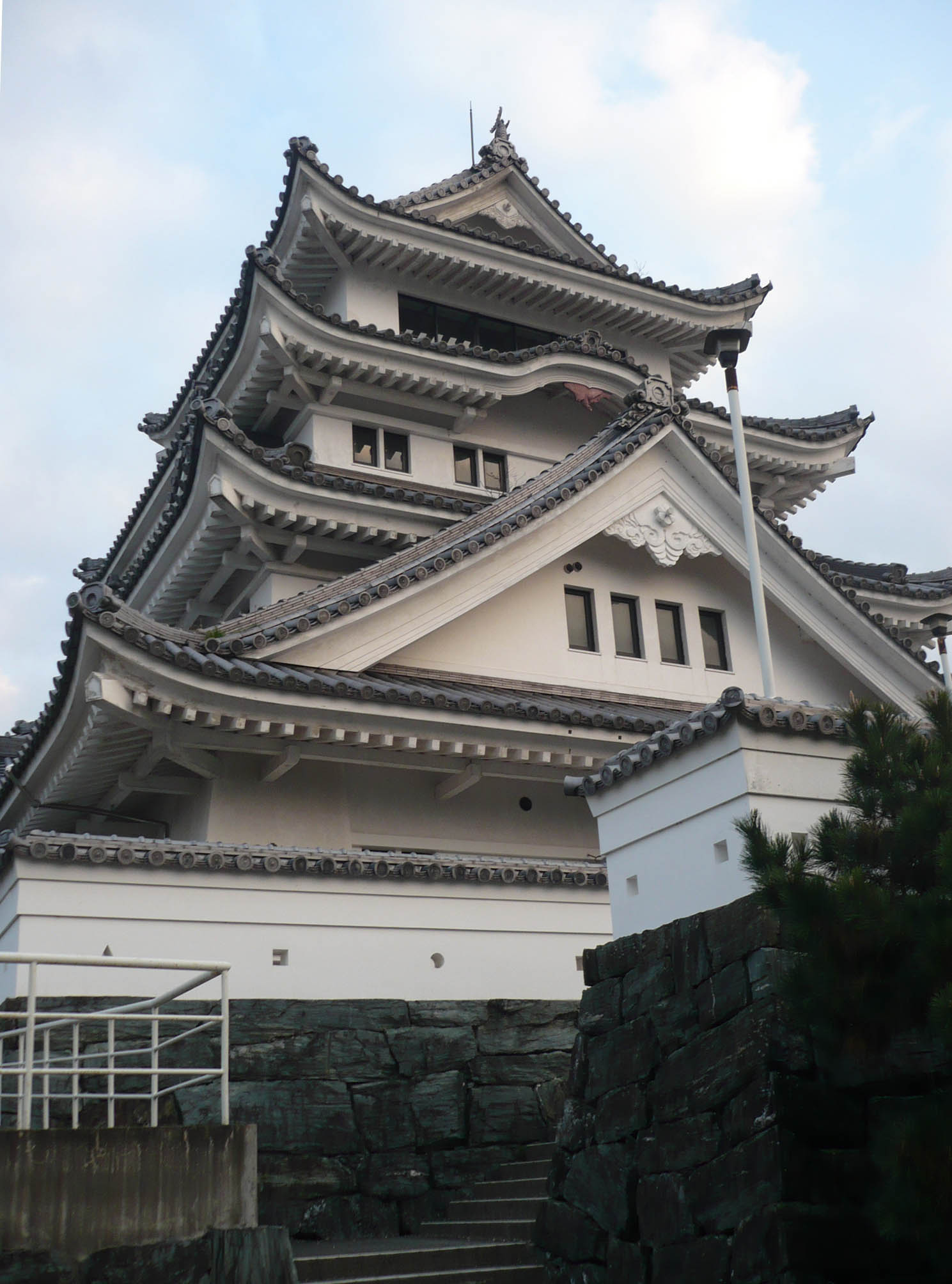
川島城の模擬天守

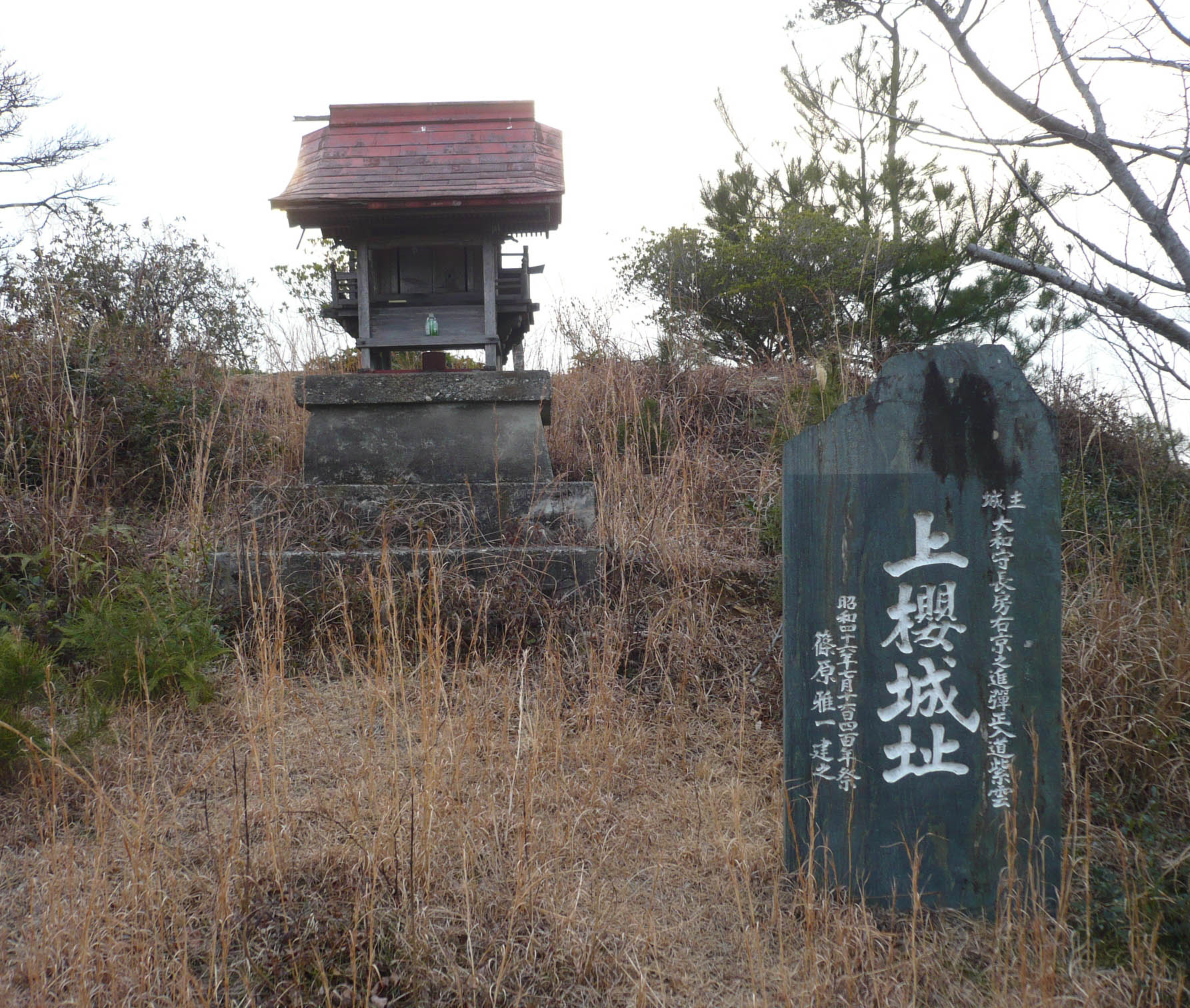
上桜城の石碑

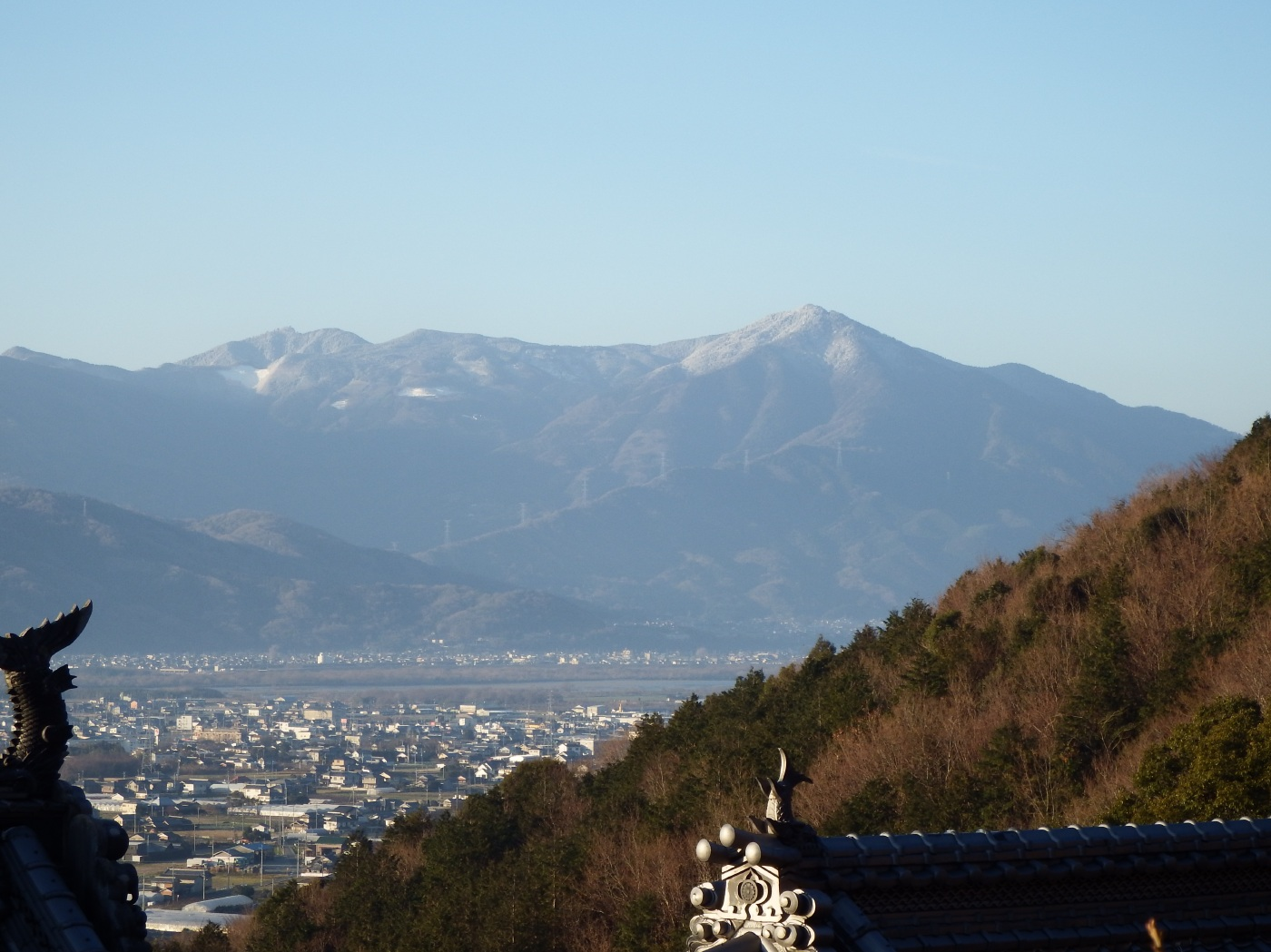
高越山

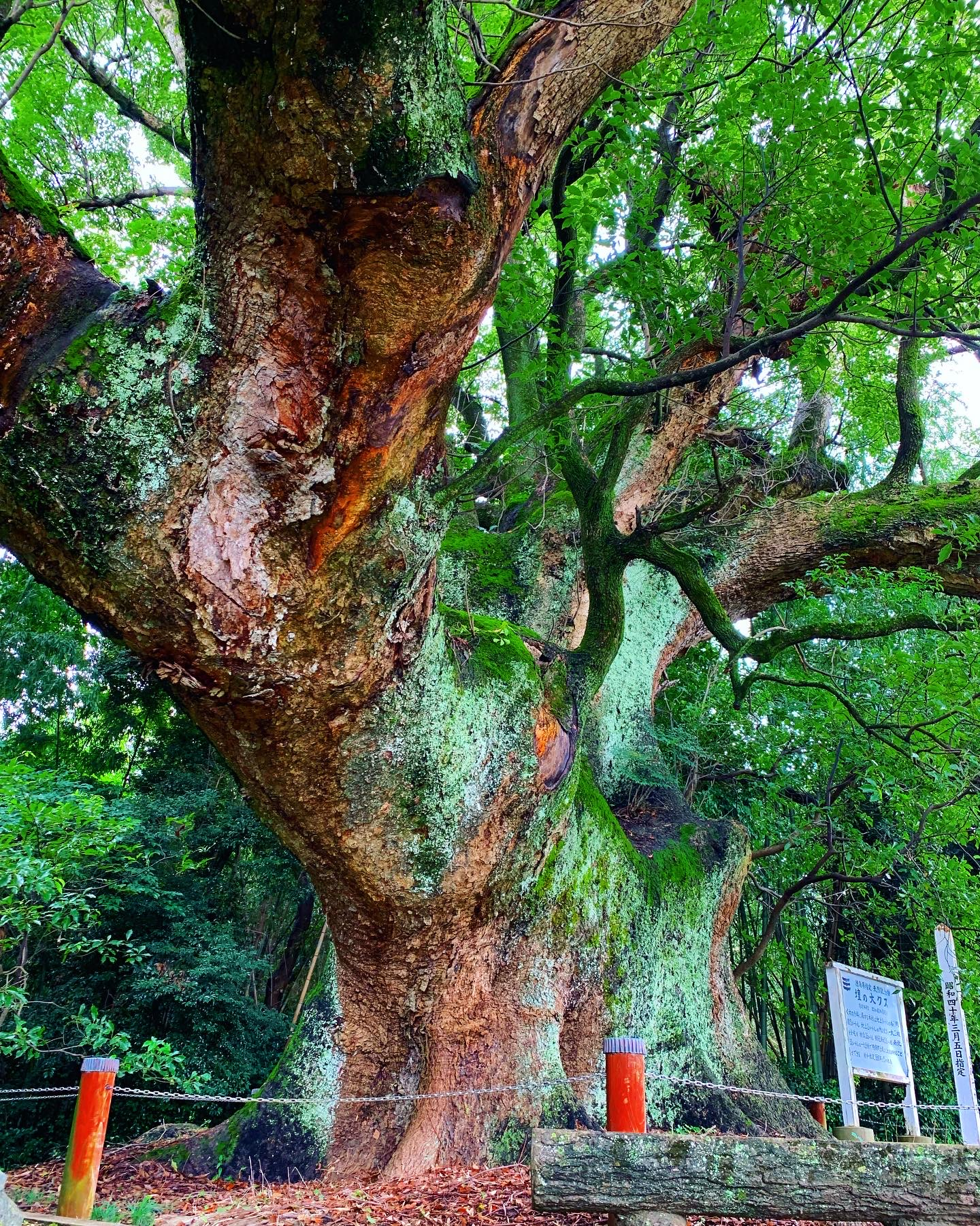
壇の大クス

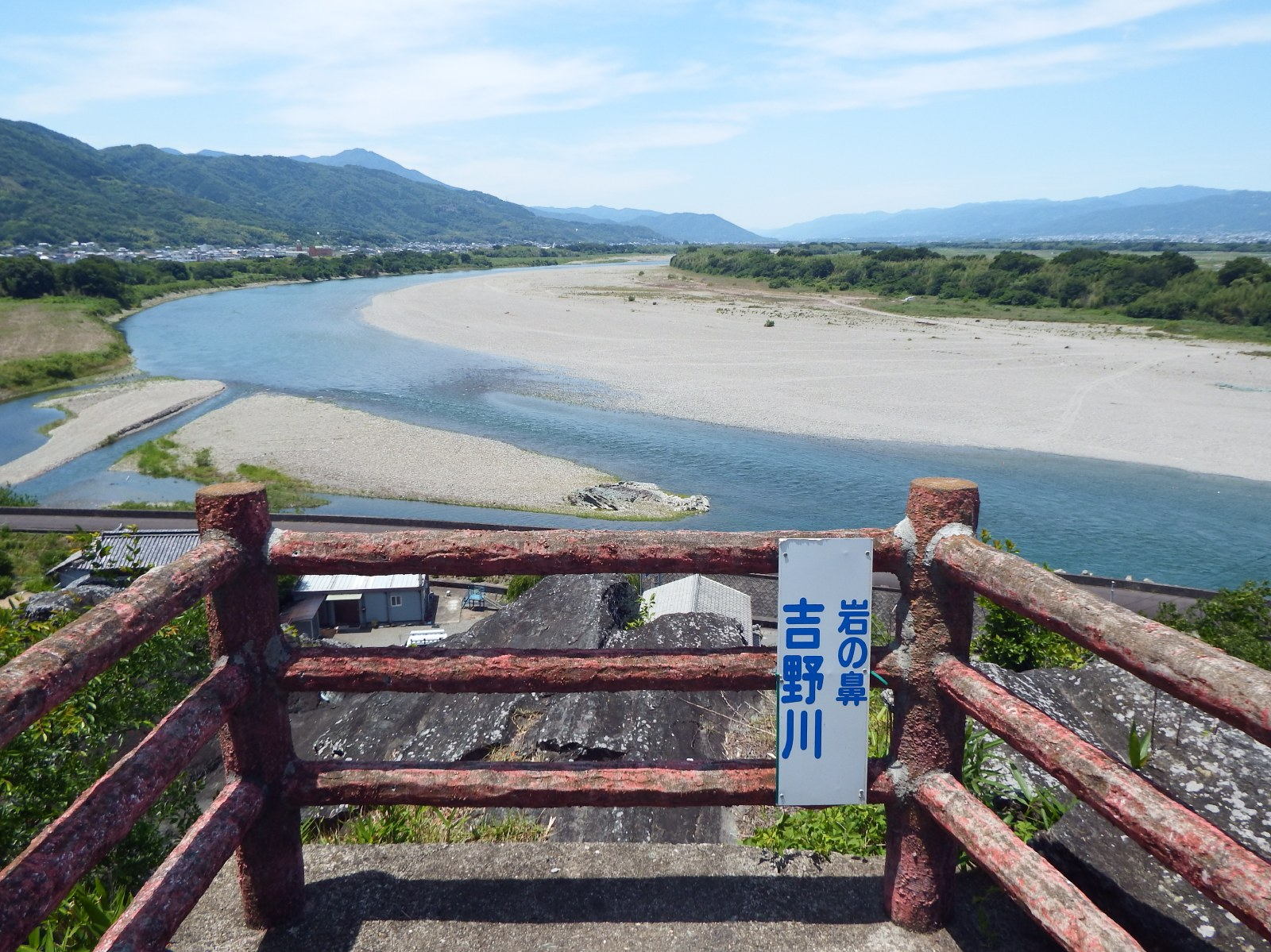
岩の鼻展望台

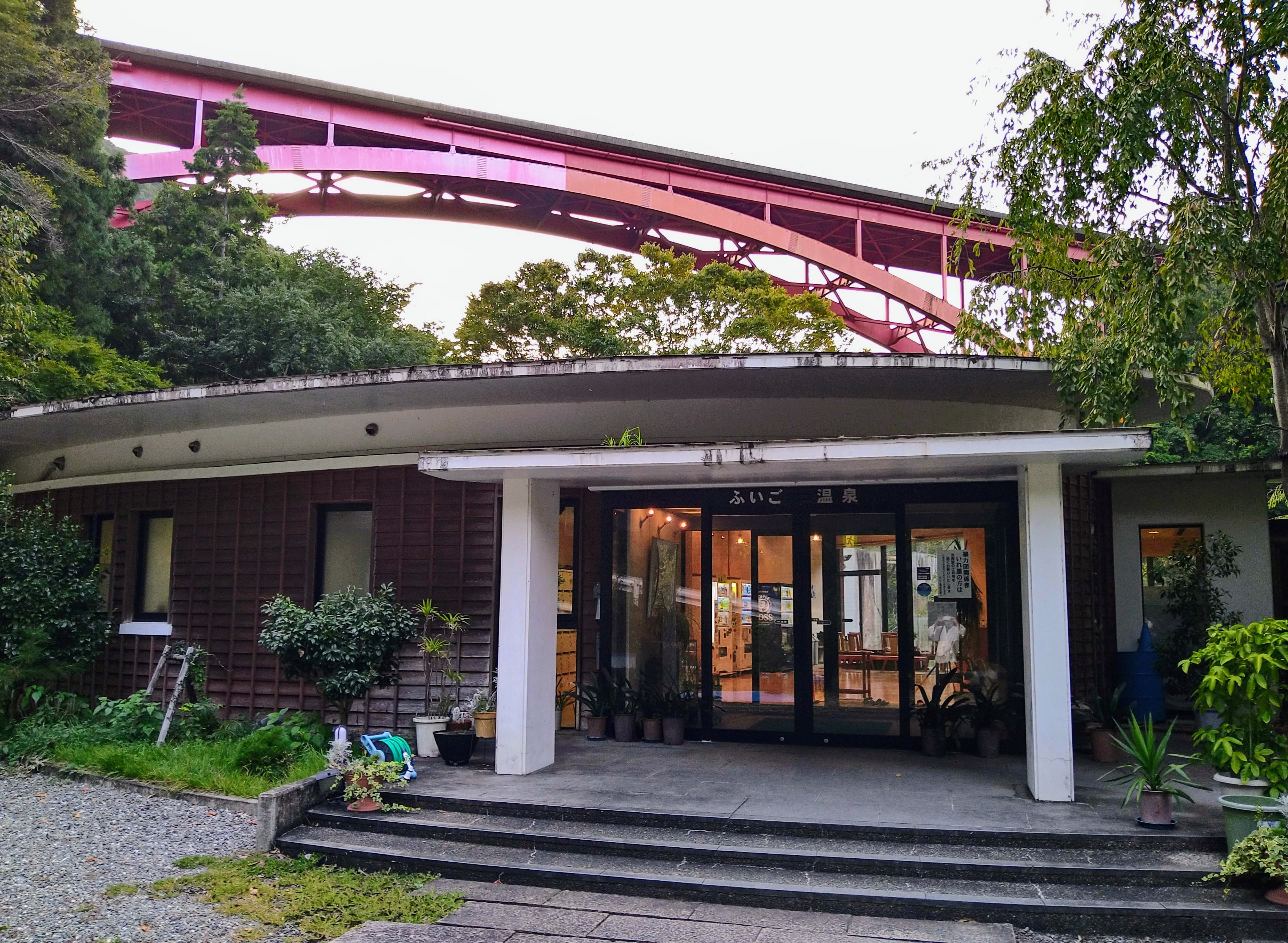
ふいご温泉と高越大橋

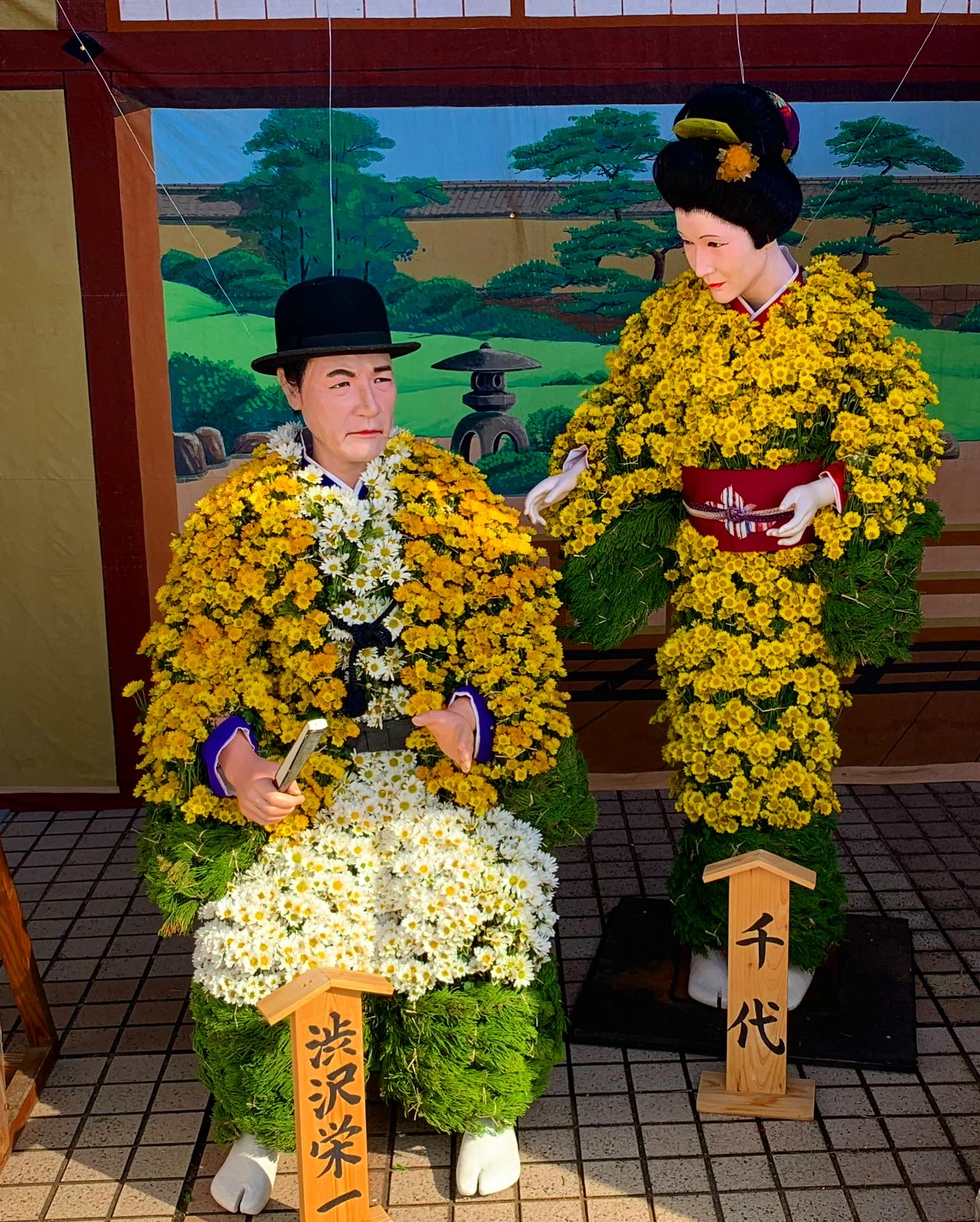
鴨島大菊人形

### 公共施設
- 阿波和紙伝統産業会館
- 美郷ほたる館
- 吉野川市民プラザ
- 徳島県立山川少年自然の家 - 2005年閉鎖。
- アクアシティー - 2021年閉業。
- JOSA公認オブスタクルスポーツ吉野川コース

### 名所
- 上桜城址 - 県指定史跡。川島町桑村上桜にある中世城跡。16世紀篠原長房が居城とした。曲輪跡などの遺構が残っており、吉野川中流域の平野部を一望できる。
- 川島城 - 市の史跡。
- 水神の滝
- 母衣暮露滝
- 高越山
- 高開の石積み - にほんの里100選選定。
- 壇の大クス - 県の天然記念物。
- 吉野川遊園地 - 2011年閉園。

### 社寺・史跡・宗教施設
- 天村雲神社
- 高越神社
- 忌部神社
- 平八幡神社
- 紙漉神社
- 井田神社
- 川島神社
- 川田八幡神社
- 鴨島八幡神社
- 西麻植八幡神社
- 稲垣神社
- 伊加加志神社
- 八幡神社
- 國中八幡神社
- 杉尾神社
- 敷島神社
- 飯尾神社 - 飯尾城跡
- 飯尾天神社
- 住吉神社
- 広幡八幡神社
- 暮石八幡神社
- 中内神社
- 志田宮神社
- 森藤八幡神社
- 高越寺
- 藤井寺（四国八十八ヶ所11番札所）
- 報恩寺（新四国曼荼羅霊場71番札所）
- 明王院（四国三十六不動霊場9番札所）「川田不動」
- 醫光寺
- 真福寺
- 潮光寺
- 西福寺
- 聖天寺
- 重楽寺
- 真福寺
- 圓通寺
- 西圓寺
- 聖地エル・カンターレ生誕館（幸福の科学の別格本山）

### 公園
- 江川・鴨島公園
- 上桜公園（大正池）
- 川島公園：岩の鼻展望台から臨む吉野川は四国八十八景6番に選定
- 向麻山公園
- 船窪つつじ公園
- バンブーパーク

### 温泉
- ふいご温泉
- 鴨島温泉「鴨の湯」
- 美郷の湯（旧ヘルスランド美郷）
- 上桜温泉（2012年2月末で閉館）

### 祭事
- 吉野川市納涼花火大会
- 美郷ほたるまつり
- 鴨島大菊人形

## 人物
出身者
- 後藤田正晴（政治家、内閣官房長官・副総理兼法務大臣などを歴任）
- 芳川顕正（政治家）
- 三木亨（政治家）
- 曽我廼家五九郎（明治・大正時代に活躍した喜劇俳優）
- 泉智等（僧侶、金剛峯寺座主、泉涌寺長老、真言宗長者、種智院大学、高野山大学学長）
- 遠藤貴巳（四国放送アナウンサー）
- 金山明子（四国放送元アナウンサー）
- 井後真奈美（テレビ熊本アナウンサー）
- 安崎暁（元小松製作所社長、元東京徳島県人会会長、元国家公安委員会委員）
- 鳴門洋利之助（元力士）
- 川田の一本（紀州藩祖の頼宜が名付け親）元力士
- 森啓（行政学者、元北海道大学教授・元北海学園大学教授）
- 静慈圓大僧正（第519世事務検校執行法印・医光寺第23世滋泉住職の実兄）
- 武岡龍世（プロ野球選手、東京ヤクルトスワローズ内野手）
- 武岡大聖（独立リーグ野球選手、龍世の兄）
- 秋山博康（犯罪評論家、元徳島県警察警部）
- 大川隆法（宗教家、幸福の科学創始者）
- 善川三朗（宗教家、幸福の科学名誉顧問、大川隆法の父）
- 富山誠 （宗教家、大川隆法の兄）
- 中川静子（作家、大川隆法の伯母）

ゆかりのある人物
- 後藤田正純（政治家）
- ほのぼの君